# Kathedrale von Pamplona

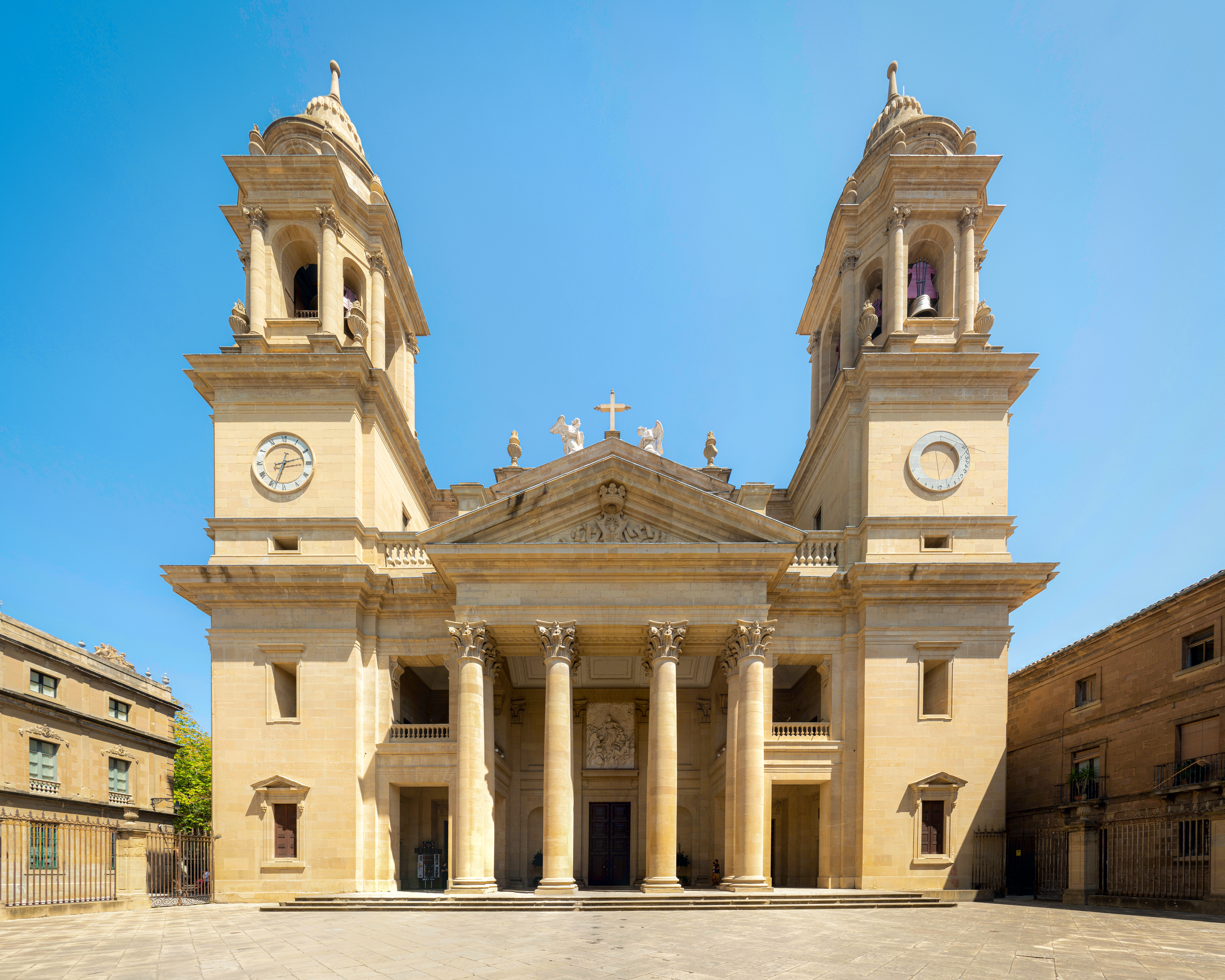
Kathedrale von Pamplona

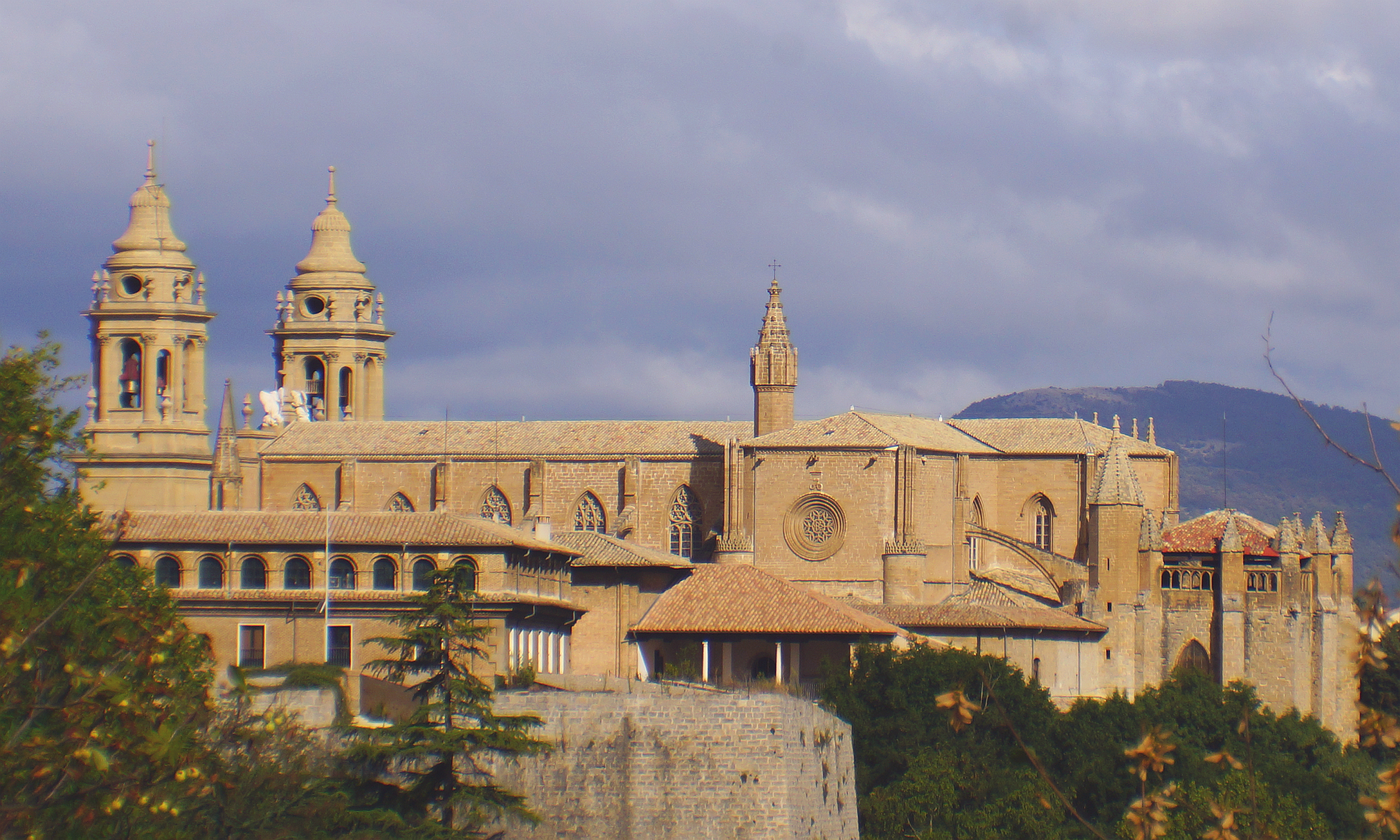
Gotische Kathedrale von Pamplona Ansicht von SSO

Die Kathedrale Santa Maria la Real de Pamplona ist das geistliche Zentrum des spanischen Erzbistums Pamplona.

## Geschichte
Die heutige gotische Kirche hatte einen romanischen Vorgängerbau, der zwischen 1100 und 1127 errichtet wurde (der Bau des zugehörigen Klosters dauerte bis 1137). Von ihm sind noch einige Kapitelle des Portals und des Klosters erhalten, die im Museum der Comunidad Foral de Navarra, ausgestellt werden. 1280 wurde der Bau eines neuen Klosters begonnen. Die Bauarbeiten dauerten bis 1375, einschließlich der Nebengebäude wie Refektorium, Küche und Barbazàn-Kapelle. 1391 stürzte das Hauptschiff der romanischen Kathedrale aus dem 11. Jahrhundert ein. Lediglich die Fassade, das Kopfende und das Kloster entgingen der Katastrophe. Ab 1392 ließ König Karl III. von Navarra (1387–1425) an gleicher Stelle den gotischen Nachfolgebau errichten, zu dem das kurz zuvor gebaute Kloster erhalten blieb. Die Bauarbeiten dauerten bis zum Jahr 1501. Die Hauptfassade wurde 1783 von Ventura Rodríguez im klassizistischen Stil neu entworfen und bis 1800 von Santos Ángel de Ochandátegui errichtet. Dieser folgte im wesentlich dem Entwurf Rodríguez, von dem nur eine Zeichnung der Fassade und ein Grundriss vorlagen. Er griff jedoch bei der Anbindung der Fassade an das gotische Hauptschiff weniger in die bestehende Architektur ein, als von Rodríguez geplant war.

## Innenraum
Das Hauptschiff der dreischiffigen Kirche zählt nur zwei Etagen mit großen Arkaden und Fenstern. Die strenge Sachlichkeit der schmucklosen Oberflächen entsprechen der navarresischen Gotik. Ein Querschiff, eine polygonale Apsis und ein Chorumgang vervollständigen den Bauplan.
Ein geschmiedetes Gitter von Guillermo de Evernat aus dem Jahr 1517 schließt den Altarraum ab, in dem sich auch eine romanische Marienstatue aus versilbertem Holz unter einem neugotischen Baldachin befindet. Das Chorgestühl im Stil der Renaissance wurde von 1531 bis 1541 von mehreren Künstlern aus Navarra hergestellt.
Vor dem Altarraum steht der Alabaster-Sarkophag des Gründers Karl III. und seiner Ehefrau Eleonore von Kastilien, von Janin (oder Jehan) Lomme aus Tournai zwischen 1411 und 1420 in den Werkstätten des Königspalasts von Olite in Einzelteilen gefertigt und dann nach Pamplona transportiert wurde.
Der Sarkophag ist im unteren Bereich auf allen vier Seiten mit trauernden Figuren aus Alabaster geschmückt, deren Gefühle eindrücklich durch Mimik und Gestik, zum Teil aber auch durch über den Kopf gezogene Kapuzen ausgedrückt werden.
In der fünfeckigen Kapelle des rechten Chorumgangs befindet sich ein flämisch-spanisches Altarretabel aus dem 15. Jahrhundert. Die beiden sechseckigen Kapellen in der Mitte sind mit Retabeln von Fermín de Larrainzar aus dem Jahr 1713 ausgestattet. Die Wand der fünfeckigen Kapelle des linken Chorumgangs wurde durchbrochen, um Platz für eine Kapelle zu Ehren des Bischofs Prudencio de Sandoval zu schaffen, die zwischen 1632 und 1634 von Pedro de Zaballa und Luca Pinedo im puristischen Stil des frühen Barock gestaltet wurde. 1651 wurde ein Altar mit einem Bild des Heiligen Benedikt hinzugefügt, das Juan Andrés Ricci zugeschrieben wird.

## Kloster
Den direkten Zugang vom gotischen Kreuzgang zur Kathedrale bildete die Ampora-Pforte aus den Jahren 1318 bis 1355 unter einem Tympanum der Jungfrau Maria. Heute betritt man den Klosterbereich durch ein spiralförmiges Treppenhaus aus dem 17. Jahrhundert mit einem Handlauf im flamboyanten Stil, welches in das obere Stockwerk des Kreuzgangs führt, und eine Eingangshalle.
In der südwestlichen Ecke des Kreuzgangs befindet sich ein Wasserbecken, das zum Gedenken an die Schlacht bei Las Navas de Tolosa mit einem Gitter umgeben ist, welches aus den Ketten geschmiedet sein soll, die das Zelt des feindlichen almohadischen Kalifen Muhammad an-Nasir umgaben. In dem gegenüberliegenden Refektorium zeigt das gotische Retabel Navas de Tolosa, das zwischen 1440 und 1450 aus mehrfarbig verziertem Holz hergestellt wurde, eine Darstellung der Pietà, umgeben von den zwölf Aposteln. Neben dem Repertorium liegt der Zugang zur mittelalterlichen Küche, von der noch die vier Kamine erhalten sind.
Die sogenannte Prächtige Pforte (Puerta Preciosa) mit einem Tympanum aus der Zeit zwischen 1350 und 1360, das den Tod der Jungfrau Maria darstellt, führt zum Dormitorium. Die Barbarzán-Kapelle, mit deren Bau 1335 begonnen wurde, nimmt die Stelle des Kapitularsaals in andern Klostern ein. Unter einem sternförmigen Gewölbe aus dem Jahr 1355 liegt dort Bischof Arnaldo de Barbarzán begraben. Die Kapitelle sind farbig bemalt und zeigen Tierfiguren.

## Glocken

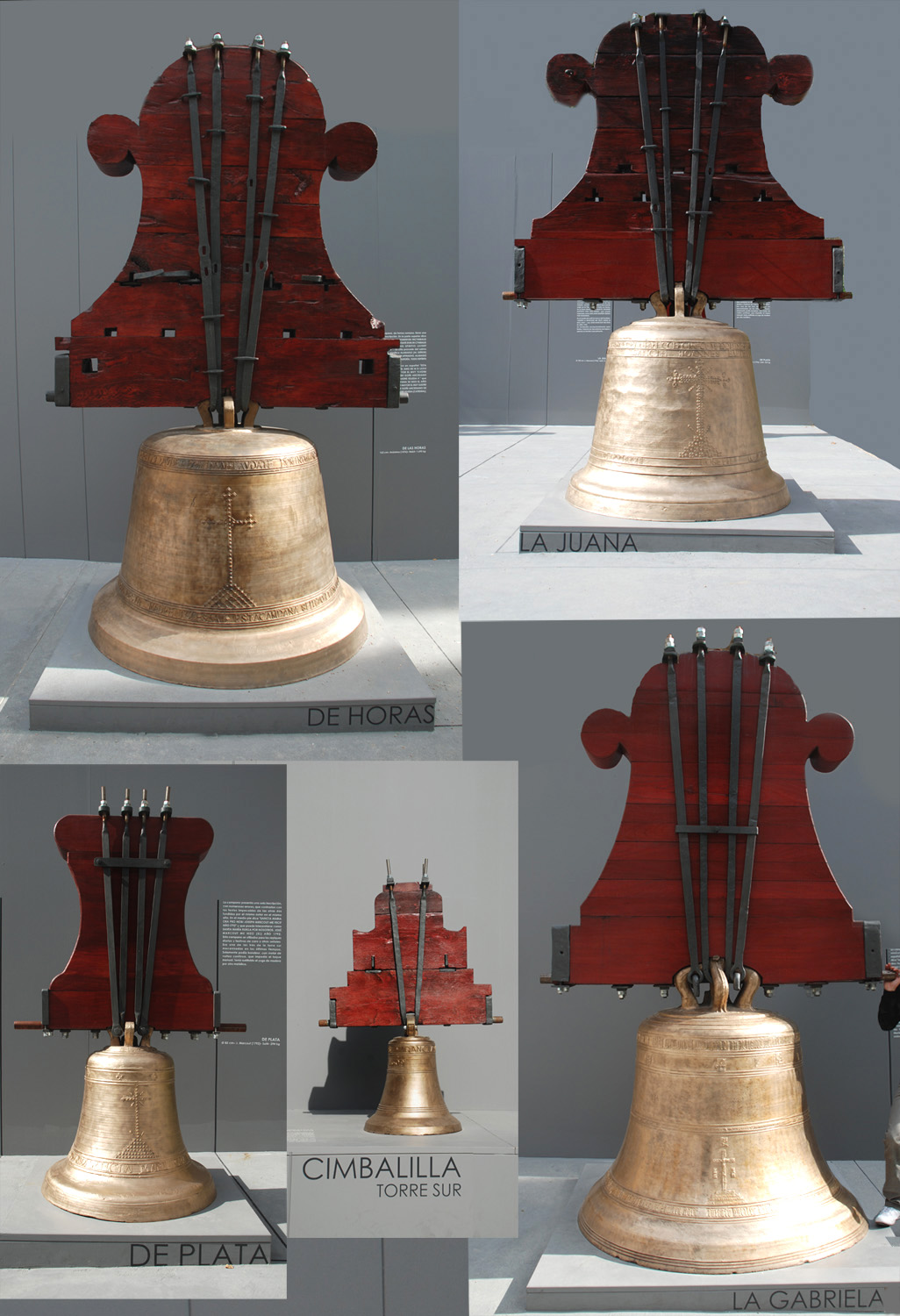
Fünf der elf Glocken nach der Restaurierung

In den beiden Osttürmen der Kathedrale hängen elf Glocken aus Bronze, acht im Südturm und drei im Nordturm. Im Jahre 2001 wurden alle Glocken gereinigt und die historischen Holzjoche restauriert. La de Párvulos (3) und La de Plata (4) erhielten neue Joche aus Holz.
Die Glocken lassen sich in zwei Gruppen aufteilen: Vier Glocken, La de las horas (B), La de oraciones (7), La Juana (6) und La de las nueve (5), sind in sogenannter römischer Rippe (campanas romanas) gegossen, einer sehr gestauchten und kesselartigen Form. Als Schellen (esquilas), mit ihrer ausladenden, schlanken Tulpenform, bezeichnet man die vier kleinsten Glocken und La Gabriela (8). Sie ist zudem die älteste Glocke des Geläuts und trägt eine dreizeilige Inschrift mit Versen aus der Hl. Schrift, mehrere Medaillons, stilisierte Lilienblüten, zwei Kreuzigungsgruppen sowie den Erzengel Gabriel, zu dessen Ehre die Glocke erklingt.
Im Nordturm hängt neben zwei Glocken für den Uhrschlag La María (9), die größte Glocke des Ensembles und zugleich die größte in Funktion befindliche Glocke Spaniens. Sie kann aufgrund ihrer Größe nicht herumdrehend geläutet werden. Stattdessen wird der rund 300 Kilogramm schwere Klöppel wird von der einen zur anderen Seite der Wandung geschwungen. La María wird an den folgenden Festtagen geläutet: Gottesmutter Maria (1.1.), Epiphanias (6.1.), Hl. Blasius (3.2.), Hl. Josef (19.3.), Palmsonntag, Gründonnerstag, Karfreitag, Karsamstag, Ostersonntag, Kirchweih (29.4.), Christi Himmelfahrt, Pfingsten, Dreifaltigkeit, Fronleichnam Vigil und am Tage, Johannis (24.6.), Peter und Paul (29.6.), Hl. Firminus Vigil (6.7.) und am Tage (7.7.), Hl. Jakobus (25.7.), Mariä Himmelfahrt Vigil (14.8.) und am Tage (15.8.), Mariä Geburt (8.9.), Mariä Opferung (20.9.), Hl. Firminus Aldapa (27.9.), Rosenkranzandachten im Oktober, Allerheiligen (1.11.), Allerseelen (2.11.), Christkönig (23.11.), Mariä Empfängnis Vigil (7.12.) und am Tage (8.12.), Christmette (24.12.), Weihnachtstag (25.12.) und Hl. Familie (28.12.).
La de las Nueve gab einst das erste Läutezeichen für die Kanoniker zu den Laudes um 9 Uhr, während mit der Cimbalilla (1) ein Vorzeichen für das Läuten mit den anderen Glocken gegeben wurde. Das Läuteseil führte zur Stube des Glöckners, der durch ein Fenster die Liturgie verfolgen konnte. La de plata und La de Párvulos wurden zusammen beim Tod eines Kindes geläutet. Mit der Glocke Oraciones wurden die Gebetszeiten an Werk-, Sonn- und kleineren Festtagen angeschlagen. Santa Bárbara (2) läutete man als Wetterglocke.
| Nr. | Name, Widmung                            | Gussjahr | Gießer               | Durchmesser | Gewicht    | Turm | Aufhängung  |
| --- | ---------------------------------------- | -------- | -------------------- | ----------- | ---------- | ---- | ----------- |
| 1   | La cimbalilla, el signo, Maria           | 1609     | Villanueva           | 50 cm       | 63 kg      | Süd  | drehbar     |
| 2   | La cimbala o de tormentos, Santa Bárbara | 1836     | anonym               | 51 cm       | 73 kg      | Süd  | drehbar     |
| 3   | La de Párvulos, Maria                    | 1792     | José Marcout         | 73 cm       | 204 kg     | Süd  | drehbar     |
| 4   | La de plata, Maria                       | 1792     | José Marcout         | 82 cm       | 294 kg     | Süd  | drehbar     |
| 5   | La de las nueve, Maria                   | 1609     | Villanueva           | 122 cm      | 598 kg     | Süd  | drehbar     |
| 6   | La Juana, hl. Kreuz                      | 1792     | José Marcout         | 130 cm      | 844 kg     | Süd  | drehbar     |
| 7   | La de oraciones                          | 1802     | Bernado de Mendoza   | 152 cm      | 1.128 kg   | Süd  | drehbar     |
| 8   | La Gabriela, Christus                    | 1519     | anonym               | 167 cm      | 2.480 kg   | Süd  | drehbar     |
| 9   | La María, Dreifaltigkeit                 | 1584     | Petrus de Villanueva | 259 cm      | ≈10.060 kg | Nord | unbeweglich |
| A   | La de los cuartos                        | 1592     | anonym               | 91 cm       | 407 kg     | Nord | (drehbar)   |
| B   | La de las horas o de relox               | 1576     | anonym               | 162 cm      | 1.695 kg   | Nord | (drehbar)   |

## Gräber
In der Kathedrale wurden aus der Familie der Könige von Navarra bestattet:
- García IV. († 1150)
- Sancho VI. († 1194), seine Ehefrau Sancha, († 1175) und der Sohn Remigio († 1229)
- Theobald I. († 1253)
- Heinrich I. († 1274)
- Philipp III. († 1343)
- Karl II. († 1387)
- Karl III. († 1425), seine Ehefrau Eleonore von Kastilien († 1415), sowie die Kinder Carlos, Luis, María, Isabel und Margarita.
- Lancelot von Navarra, Patriarch von Alexandrien
- Anna von Kleve, Fürstin von Viana († 1448).
- Gaston de Foix, Fürst von Viana († 1470)